# Chinteni
Chinteni [ˈcintenʲ] (veraltet: Chintău; ungarisch Kajántó) ist eine Gemeinde im Kreis Cluj, in der Region Siebenbürgen in Rumänien.

## Geographische Lage

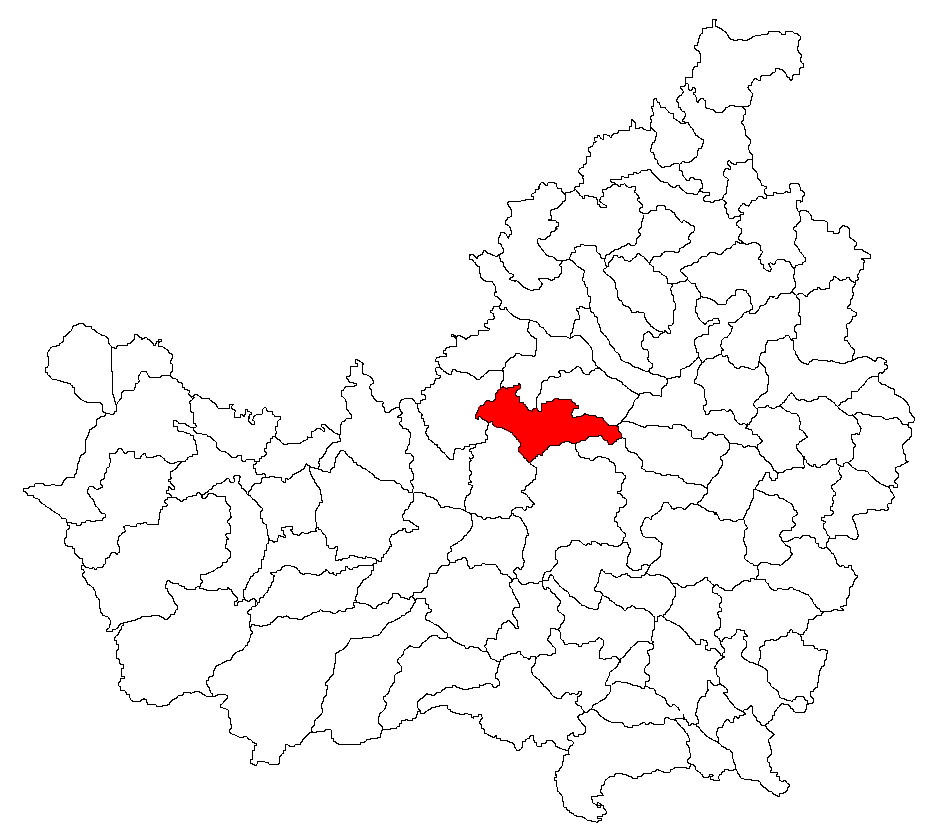
Lage der Gemeinde Chinteni im Kreis Cluj

Die Gemeinde Chinteni liegt im Westen des Siebenbürgischen Beckens im Somesch-Hochland (Podișul Someșan). Am gleichnamigen Bach – ein linker Nebenfluss des Someșul Mic (Kleiner Somesch) – und an der Kreisstraße (Drum județean) DJ 109A, eine Straße in schlechtem Zustand (Stand, Mai 2017) befindet sich der Ort Chinteni, 16 Kilometer nördlich von der Kreishauptstadt Cluj-Napoca (Klausenburg) entfernt.

## Geschichte
Der Ort Chinteni wurde erstmals 1263 urkundlich erwähnt. Im Mittelalter wurde der Ort von Ungaren bewohnt.
Auf eine Besiedlung der Region bis in die Spätbronzezeit deutet ein archäologischer Fund im Jahre 1853 eines Lagers auf dem Areal des eingemeindeten Dorfes Feiurdeni (ungarisch Fejérd). Dieser befindet sich in einem Museum in Wien. Bei dem von den Einheimischen genannten Areal Polog in Chinteni und bei Valea Puturoasă („der faule Bach“) im eingemeindeten Dorf Deușu (ung. Diós) wurden Reste einer Siedlung aus der Römerzeit gefunden. In Deușu bei Acăstăi befindet sich ein Hügelgrab, welches in die Frühgeschichte und bei Apreșu de Jos Reste einer Siedlung, welche in die Bronzezeit deuten. Auf eine Besiedlung der Gemeinde bis in die Jungsteinzeit deuten auch archäologische Funde einer befestigten Siedlung bei Dealul Horhiș im eingemeindeten Dorf Măcicașu (ungarisch Magyarmacskás); in Săliștea Veche (ungarisch Szellőcskevölgy) bei Pe vale bis in die Bronzezeit und im eingemeindeten Dorf Vechea (Budendorf) bei Valea Puturoasă bis in die Latènezeit zurück.
Im Königreich Ungarn gehörte die heutige Gemeinde dem Stuhlbezirk Kolozsvár im Komitat Klausenburg, anschließend dem historischen Kreis Cluj und ab 1950 dem heutigen Kreis Cluj.
Auf dem Areal des Ortes Chinteni ist die Errichtung eines Aquapark auf einer Fläche von etwa 6,6 Hektar für geschätzte 16,5 Millionen Euro und die Neugestaltung des Sees für zwei Millionen entgegen den Willen der Dorfbevölkerung geplant. Anfang März 2017 wurden aus dem See zahlreiche tote Fische herausgeholt.

## Bevölkerung
Die Bevölkerung der Gemeinde entwickelte sich wie folgt:
| 1850 | 4.073 | 2.943 | 963   | – | 167           |
| 1930 | 6.227 | 4.752 | 1.335 | 8 | 132           |
| 1977 | 4.994 | 4.007 | 935   | – | 52            |
| 2002 | 2.786 | 2.187 | 559   | – | 40            |
| 2011 | 3.065 | 2.360 | 543   | – | 162 (Roma 18) |
| 2021 | 4.533 | 3.507 | 583   | – | 443 (Roma 51) |

Seit 1880 wurde auf dem Gebiet der heutigen Gemeinde die höchste Einwohnerzahl (6.734) 1941 ermittelt. Die höchste Bevölkerungszahl der Rumänen (5.101) und die der Roma (127) wurden 1956, der Magyaren (1.764) 1941 und die der Rumäniendeutschen (16) 1900 registriert.

## Sehenswürdigkeiten
- Im Gemeindezentrum die römisch-katholische Kirche A Tuturor Sfinților, 1796 errichtet,[12] steht unter Denkmalschutz.[6]
- Im eingemeindeten Dorf Feiurdeni die orthodoxe Kirche, nach unterschiedlichen Angaben, 1901 bis 1927[13] oder 1927 bis 1928 errichtet, steht unter Denkmalschutz.[6]
- Im eingemeindeten Dorf Măcicașu ein Herrenhaus im 18. Jahrhundert errichtet, steht unter Denkmalschutz.[6]
- Im eingemeindeten Dorf Săliștea Veche die Holzkirche im schlechten Zustand[14] von 1589 bis 1600 errichtet, steht unter Denkmalschutz.[6]
- Im eingemeindeten Dorf Vechea die Holzkirche Adormirea Maicii Domnului,[15] 1726 errichten, steht unter Denkmalschutz.[6]
- Der See Chinteni[16]